# Florczaki
Florczaki (Duits: Eckersdorf) is een plaats in het Poolse district  Ostródzki, woiwodschap Ermland-Mazurië. De plaats maakt deel uit van de gemeente Łukta en telt 830 inwoners.